# قصبة المهدية
قصبة المهدية هي قصبة تقع قرب مدينة القنيطرة عند مصب نهر سبو في المغرب.

## الموقع
تقع القصبة عند مصب نهر سبو في المحيط الأطلسي على بعد 12كلم من مدينة القنيطرة. بنيت فوق منحدر صخري ولا زالت أطلال أسوارها بارزة لحد الآن على الساحل الأطلسي وذلك من أجل التحكم في هذه المنطقة الساحلية وحمايتها.

## التاريخ
بنيت القصبة في عهد السلطان الموحدي عبد المؤمن وتم اصلاحها خلال الفترة العلوية في القرن 17 لكن تاريخها لا زال يلفه الغموض. بعض المؤرخين اعتبروا الموقع كان ثغرا قرطاجيا يرجع إلى القرن الخامس ق م، البعض الآخر يرجع تاريخ تأسيسها إلى بني يفرن، ما عدا هذا، فالمدينة أو منطقة المعمورة لم يرد ذكرها إلا في عهد الموحدين خلال القرن الثاني عشر الميلادي حيث قام عبد المومن ببناء 120 مركبا في هذه المنطقة. منذ هذه الفترة، انتقلت المدينة إلى مكان تبادل تجاري صغير حيث تتم الاتفاقات والمبادلات التجارية مع الأوروبيين.
هذا التطور لم يدم طويلا حيث تم تدمير المدينة خلال النزاع الذي نشب بين السعيد وأبو سعيد عثمان المريني. في سنة 1515، نزلت القوات البرتغالية بالمنطقة من أجل بناء قصبة عند مصب نهر سبو وقد تمكن محمد البرتغالي السعدي من محاصرة المدينة وطرد البرتغاليين.
في سنة 1614، تمكن الإسبان من استعمار المدينة مدة 67 سنة وأطلقوا عليها اسم «سان ميكيل د أولترامار». وبعد عدة محاولات تمكن السلطان العلوي المولى إسماعيل من الدخول إلى المدينة وهكذا ومنذ ذلك التاريخ ستعرف هذه القصبة بالمهدية وكان يحكمها القائد علي الريفي الذي بنى بابا كبيرا ومسجدا وقصرا وحماما وسجنا وعدة بنايات.

## القصبة اليوم
حاليا هناك مجموعة من البنايات لا زالت بارزة داخل القصبة والتي تجسد أهمية الموقع، نذكر بالخصوص السور ثم بوابتين، ويعتبر الباب الواقع ناحية الشرق الأهم على المستوى الهندسي، حيث تم بناؤه بالحجر بطريقة متناسقة ويذكرنا بأبواب مدينة سلا وأبواب مدينة الرباط مثلا «العلو» وباب زعير والتي ترجع إلى الفترة الموحدية.
بالإضافة إلى هذه البنايات، تضم القصبة بعض البنايات الأخرى ذات الطابع الهندسي المتميز ونذكر منها منزل القائد الريفي والذي بني خلال القرن السابع عشر الميلادي وحمام خاص ذو نمط إسباني - موريسكي، ومخازن مياه تم سجنا ومسجدا وكذلك مجموعة من الفنادق والمحلات.